# Bernina Express
Bernina Express, zkráceně BEX, je horský turistický vlak, provozovaný Rhétskou dráhou (RhB). Spolu s Glacier Expressem je považován za jeden ze symbolů Rhétské dráhy. Albulská a Berninská dráha, po kterých jezdí Bernina Express, byly v létě 2008 zapsány na seznam světového dědictví UNESCO.
Bernina Express vyjíždí ze stanice Chur v nadmořské výšce 585 metrů směrem na Thusis a následně projíždí po Albulské dráze do Pontresiny. Zde vlak přechází ze střídavé napájecí soustavy hlavní sítě RhB na stejnosměrnou soustavu, používanou na Berninské dráze. Až do vrcholové stanice Ospizio Bernina trať stoupá do výšky 2253 m n. m. a poté několika smyčkami klesá přes Alp Grüm do Poschiava. Cílovou stanicí vlaku je Tirano v Itálii v nadmořské výšce pouhých 429 metrů. V roce 2013 ujel vlak 144 kilometrů dlouhou trasu z Churu do Tirana za čtyři hodiny a čtyři minuty.
Původně byl Bernina Express kategorizován jako běžný expres, než byla v prosinci 2012 v oficiálním švýcarském jízdním řádu definována jako kategorie vlaků také zkratka BEX, kterou již nějakou dobu používala Rhétská dráha. Od prosince 2019 pak jezdí v kategorii Panorama Express (PE), která zahrnuje Gotthard Panorama Express a také Glacier Express.

## Historie

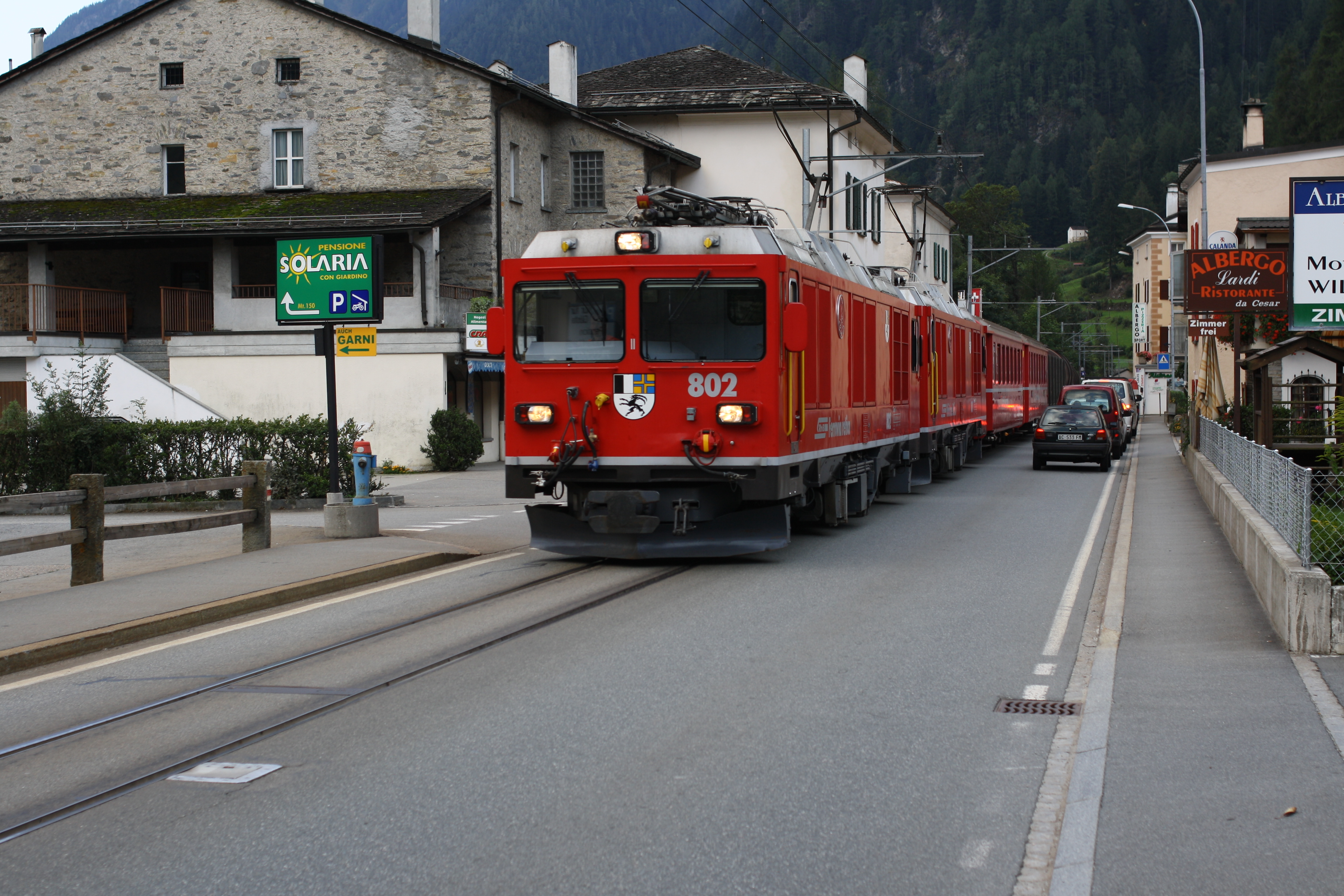
Lokomotivy řady Gem 4/4 v Le Prese

Po úspěšném zavedení expresního autobusového spojení z Churu do Tirana v roce 1969 zahájila Rhétská dráha v roce 1973 provoz vlaku Bernina Express. V prvních letech probíhala výměna lokomotiv nutná kvůli změně systému mezi hlavní sítí a Berninskou tratí v Samedanu, kde byly zároveň odpojeny vozy, jedoucí do Svatého Mořice. V Samedanu převzaly vlak dvě dvouzdrojové lokomotivy řady Gem 4/4, které zpočátku jezdily pod střídavou napájecí soustavou na dieselový pohon. Vzhledem k tomu, že tyto lokomotivy lze mezi elektrickým a dieselovým režimem přepínat pouze při stání, a styk obou systémů byl pouze na jižním zhlaví stanice Pontresina, musel vlak pokračovat na dieselový pohon až do další plánované zastávky ve stanici Surovas. Od roku 1975 jezdil Bernina Express v úseku jižně od Pontresiny jako rychlík, takže musel na dieselový pohon pokračovat až do stanice Bernina Diavolezza. Při rekonstrukci stanice Pontresina v roce 1981 byla kolej č. 3 vybavena přepínatelným trakčním vedením, takže od roku 1982 zde docházelo k výměně lokomotiv a používání dvouzdrojových lokomotiv tak již nebylo nutné.
Zvýšená poptávka přiměla Rhétskou dráhu k tomu, aby v roce 1985 vypravila druhý pár vlaků Chur–Tirano pod názvem Bernina Express, na který v roce 1993 navázala rychlíková linka mezi Svatým Mořicem a Tiranem. Místo druhého páru vlaků jezdil v zimě mezi Churem a Tiranem autokar. V roce 1995 byla linka doplněna přímým spojením Landquart – Davos – Tirano, které bylo zpočátku provozováno jako Heidiland-Bernina Express a v letech 1999–2005 jako Heidi Express. Tento vlak (od roku 2005 zkrácený na trasu Davos–Tirano) se od roku 2006 nazývá také Bernina Express. V roce 2007 byla navíc ještě zavedena odpolední linka Trenino rosso z Tirana do Svatého Mořice a zpět, aby si cestující ze severní Itálie mohli udělat celodenní výlet panoramatickým vlakem po trati Bernina. Od roku 2008 nese tento pár vlaků také název Bernina Express. Ve vlacích platí jízdenky dle běžného tarifu, panoramatické vozy jsou však povinně místenkové a cestující si tak musejí zakoupit povinné rezervace s příplatkem.
V Tiranu lze přestoupit na vlak Trenord směrem na Sondrio, Lecco a Milán nebo od roku 1994 na přímou autobusovou linkou do Lugana.

## Vozový park

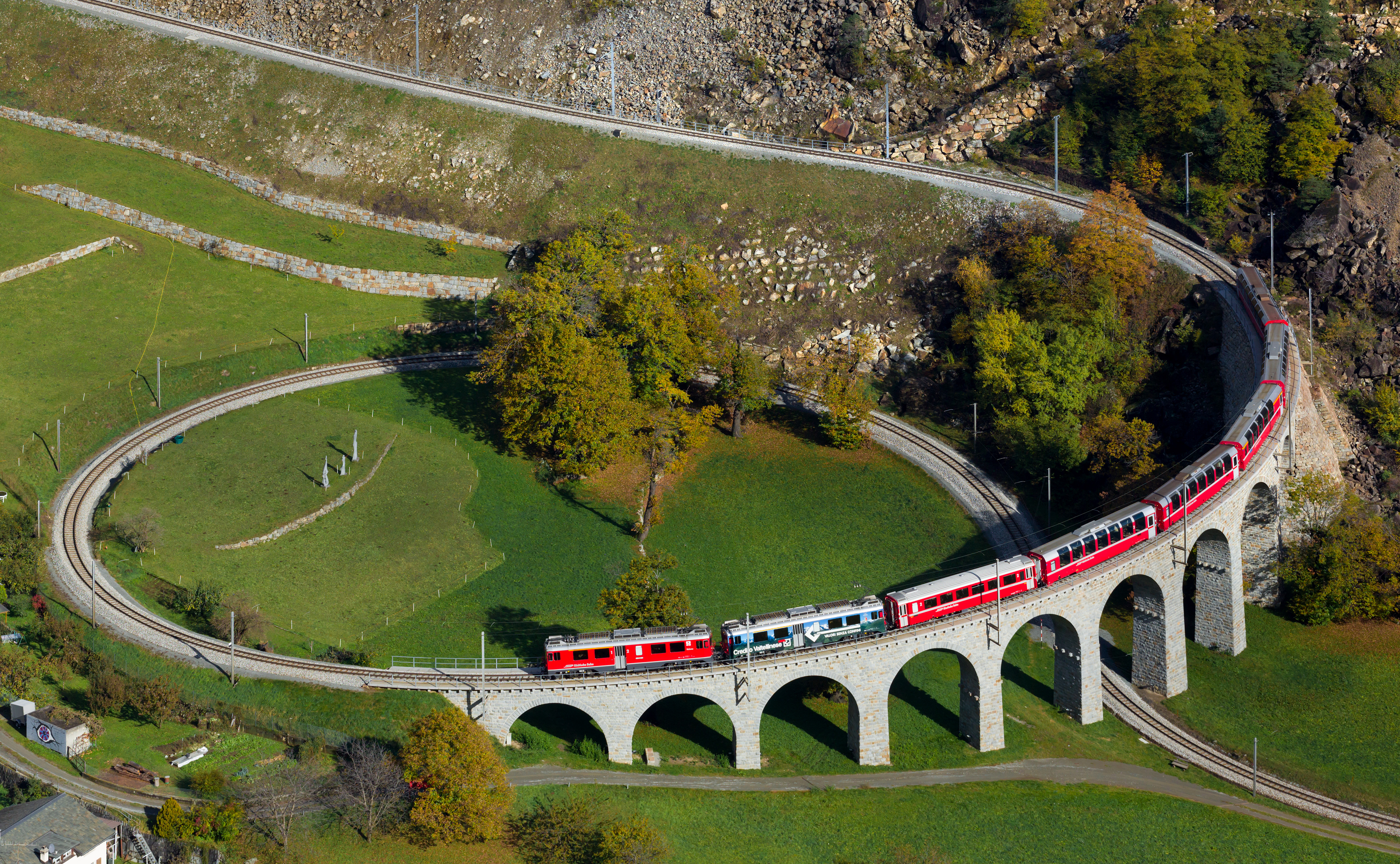
Bernina Express při přejezdu kruhového viaduktu Brusio

Zpočátku se na Bernina Expressu provozovaly běžné vozy, používané na Berninské dráze. Malé oddíly první třídy ve stávajících vozech brzy přestaly stačit. V roce 1978 byly proto uvedeny do provozu dva zkrácené vozy typu II. Ze čtyř vozů stejné řady se zavazadlovým prostorem, které byly dodány v roce 1982, byl jeden vyhrazen pro Bernina Express, aby bylo možné snadněji umístit minibar se zásobami. Od roku 1983 pak byly pro Bernina Express pořizovány speciální vozy: v roce 1983 deset vozů typu III, v roce 1993 jedenáct vozů typu IV. Vozy typů II, III a IV pořízené pro Bernina Express dostaly od roku 1983 šedohnědý okenní pás, který dlouho charakterizoval vzhled tohoto vlaku. Mezi lety 1988–1990 byly na Berninskou dráhu dodány nové elektrické vozy řady ABe 4/4III a nasazeny mimo běžných osobních vlaků také na Bernina Express. Od 28. května 2000 je Bernina Express v rámci možností složen převážně z panoramatických vozů. U velkých, téměř souvislých okenních pásů panoramatických vozů již nebylo možné použít typický šedohnědý okenní pás, a proto se od něj upustilo i u předchozích vozů; ty jsou nyní všechny jednotně červené.

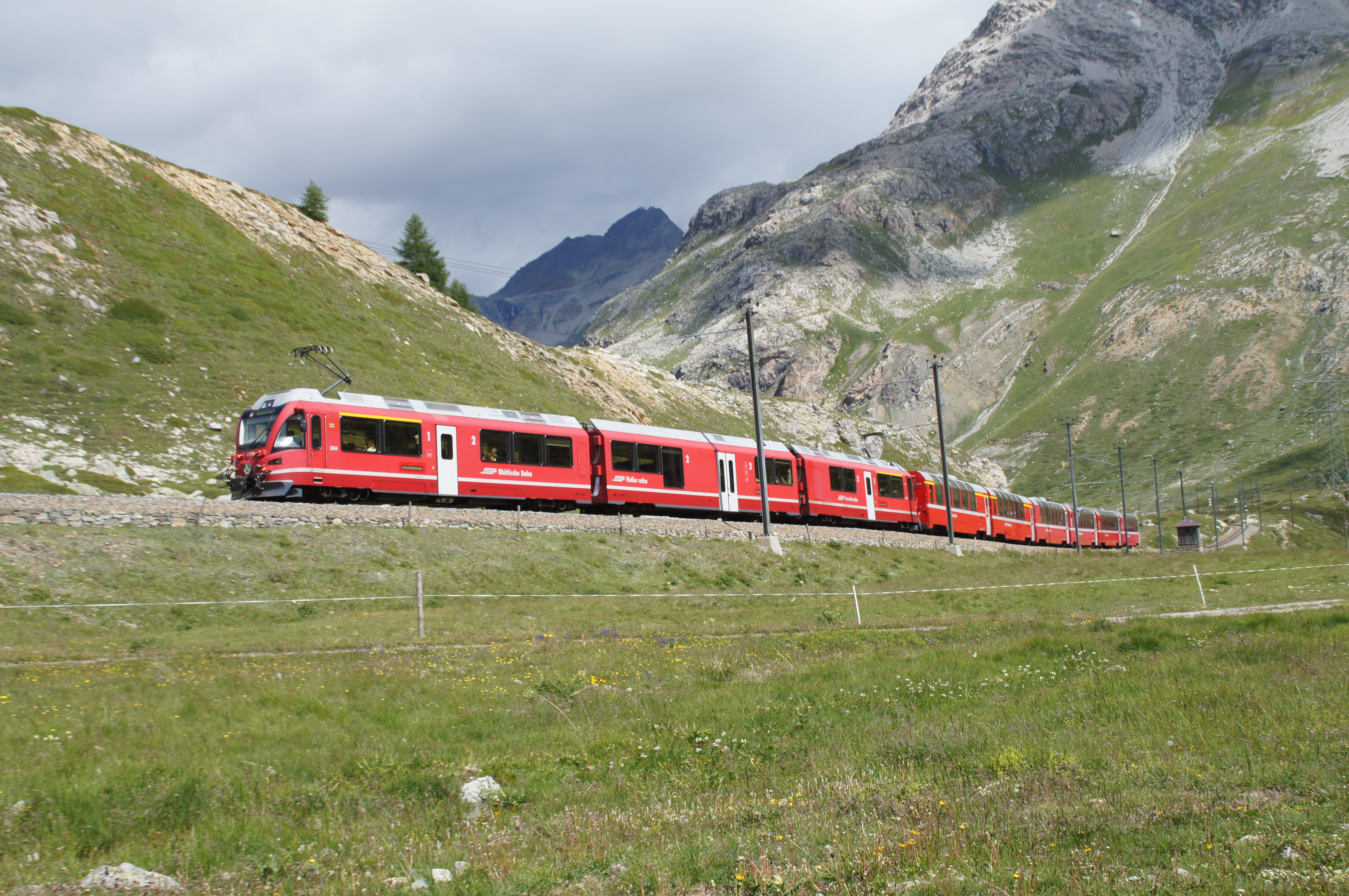
Současná podoba Bernina Expressu, vedeného jednotkou Allegra

Od jara 2010 byly na trati Bernina postupně uváděny do provozu nové dvousystémové jednotky typu „Allegra“. Tyto jednotky řady ABe 8/12, které dodala společnost Stadler Rail, mohou jezdit jak na hlavní síti Rhétské dráhy se střídavým napětím 11 kV, tak na trati Bernina se stejnosměrným napětím 1000 V. Díky tomu bylo poprvé možné provozovat Bernina Express z Churu do Tirana v celé trase bez nutnosti výměny lokomotiv. Za tímto účelem přepíná jednotka napájecí systém za stání ve stanici Pontresina. Doba jízdy z Churu do Tirana se díky odstranění výměny lokomotivy zkrátila přibližně o pět minut. Každá z jednotek má 24 míst v první třídě a 76 míst ve druhé třídě a 14 dalších sklopných sedadel (nouzová sedadla). Jsou také bezbariérové (nízkopodlažní vstup a dvě místa pro vozíčkáře) a určené pro přepravu jízdních kol (pět míst pro kola). S výkonem 2800 kW lze na hlavní síti RhB dosáhnout maximální rychlosti 100 km/h. Při stejnosměrné napájecí soustavě na trati Bernina je výkon snížen na 2400 kW. Na této trati dosahuje maximální rychlosti 65 km/h a je povolena maximální hmotnost dopravovaného vlaku 160 tun. Díky tomu je možné provozovat vlaky až se sedmi panoramatickými vozy, které jezdily až do roku 2013.

## Současnost

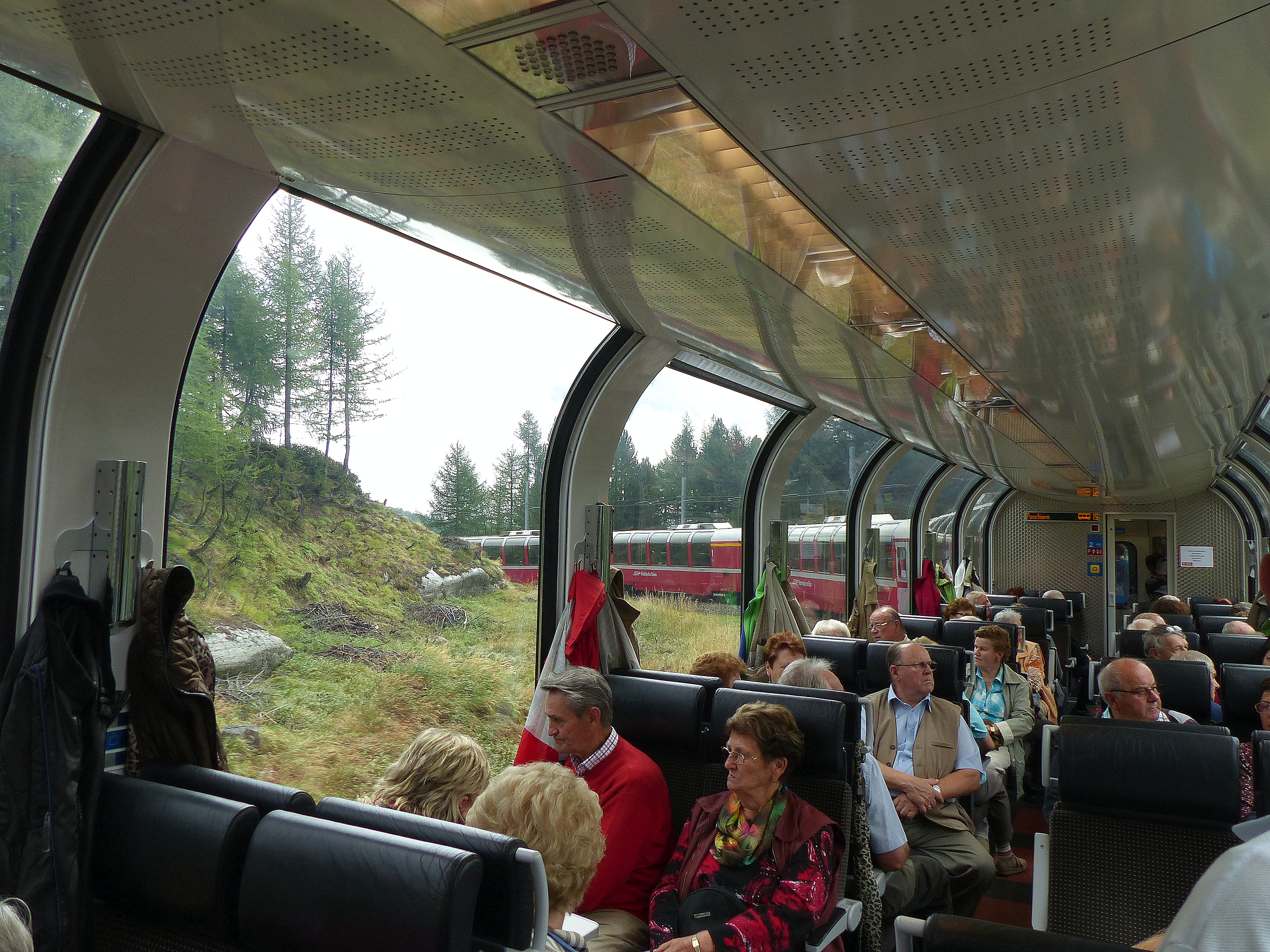
Pohled do panoramatického vozu Bernina Expressu

V jízdním řádu 2022 je celoročně zaveden jeden pár vlaků Bernina Express v celé trase Chur–Tirano a zpět. Tento spoj dopravují jednotky Allegra. Kromě tohoto kmenového vlaku jsou během letní sezony v provozu až tři páry zkrácených Bernina Expressů, jedoucích pouze v úseku Svatý Mořic – Tirano a zpět, tedy výhradně po Berninské dráze. Na ně jsou nasazeny starší elektrické vozy řady ABe 4/4III. Na všech vlacích jsou zařazeny moderní panoramatické vozy (1. i 2. třídy) a je poskytována možnost občerstvení přímo na palubě vlaku.